# 林麗珍
林麗珍（1950年—），出生於台灣基隆市，現代舞蹈表演團體無垢舞蹈劇場創辦人暨藝術總監，中國文化學院舞蹈科畢業。

## 生平
林麗珍早年曾博得「台灣舞蹈界編舞奇才」美名，更屢獲國際肯定。2002年ARTE遴選當今世界最具代表性的八位編舞家，林麗珍為唯一出身亞洲的編舞家。2005年獲第九屆國家文藝獎。2015年獲第19屆台北文化獎。
林麗珍編舞早期即已展現鮮明的個人風格，於中國文化學院就讀時即長於編作。於臺北市立長安女子國民中學任教時，以編作百人大型舞蹈，連續五年得到台灣舞蹈大賽的首獎。1978年舉辦首次個人舞展「不要忘記你的雨傘」。
1982年至1989年，林麗珍暫時放下編舞，並於沉潛同時參與台灣原住民族樂舞與台灣民間習俗的田野調查工作。
1989年的《天祭》為林麗珍復出後的首部作品。
林麗珍創作領域多元，1991年的《布農族樂舞篇》。他也曾參與蘭陵劇坊的《代面》、《九歌》及《螢火》與台灣舞蹈電影的編作，如《搭錯車》、《帶劍的小孩》、《笑匠》及《台北神話》。

## 創作暨演出

### 舞蹈類
- 1970 《三人行》、《月光》
- 1971 《空缺》、《葬花吟》
- 1972 《白癡》、《愚夫愚婦》
- 1976 《乘風破浪》
- 1977 《哈薩克神殿》
- 1978 《不要忘記你的雨傘》、《天問》、《大鵬與我》
- 1980 《燕子》
- 1982 《我是誰》
- 1989 《天祭》
- 1990 《大唐雅韻》、《茶山情歌》
- 1991 《節慶》
- 1995 《醮》
- 2000 《花神祭》
- 2009 《觀》
- 2014 《觸身・實境》
- 2015 《茶舞人》
- 2017 《潮》

### 戲劇類
- 1983 《代面》蘭陵劇坊
- 1985 《九歌》蘭陵劇坊
- 1989 《螢火》蘭陵劇坊

### 電影類
- 1983 《搭錯車》
- 1984 《帶劍小孩》、《笑匠》
- 1985 《台北神話》

### 造型設計作品
- 1995-1997 優劇場《心戲之旅》、《種花》、《海潮音》等
- 1992  采風樂坊
- 1987-1997  中華民國青年友好訪問團
- 1992 赴林肯中心《向中華民國致敬》
- 1983 《搭錯車》

### 其他
- 1991  中正文化中心兩廳院《原住民樂舞篇．布農族》藝術總監
- 1992  赴林肯中心《向中華民國致敬》藝術指導
- 2010  蘭庭崑劇團《尋找遊園驚夢》  藝術顧問
- 2010  心心南管樂坊《羽》  藝術顧問

## 外部連結
- 無垢舞蹈劇場
- 周渝  不要忘記你的雨傘--寫於林麗珍舞展之前  時報週刊[]
- 賴恆廷  傳統中綻放繽紛的舞作  傳統藝術月刊第三十六期[]
- 江映碧  藝術家素描  第九屆國家文藝獎得獎者介紹 （页面存档备份，存于）
- 王鏡玲  看哪，靈魂起舞了！--無垢舞蹈劇場的《花神祭》  文化研究月報 （页面存档备份，存于）
- 江冠明  無垢：舞蹈中的生命劇場  新台灣新聞週刊 （页面存档备份，存于）
- 李靜怡  最先鋒的人，最復古─無垢舞蹈劇場 林麗珍 （页面存档备份，存于）

| 前任： 蔡正元 | 中影股份有限公司董事長 2007年7月30日─2009年2月17日 | 繼任： 郭台強 |